# Нагліанткарі
Нагліанткарі (груз. ნაგლიანთკარი) — село в Грузії.
За даними перепису населення 2014 року в селі проживає 84 особи.